# Гартенманн, Стефан
Сте́фан Гартенма́нн (дат. Stefan Gartenmann, род. 2 февраля 1997 года, Роскилле, Дания) — швейцарский и датский футболист, защитник венгерского клуба «Ференцварош» и сборной Швейцарии. Основная игровая позиция — центральный защитник. Также может сыграть на позициях левого или правого защитника. Представлял юниорские сборные Дании разных возрастов, а также молодёжную сборную Дании. В 2025 году дебютировал за сборную Швейцарии. 

## Клубная карьера
Воспитанник футбольного клуба «Роскилле» из родного города. В начале июля 2013 года перешёл в академию нидерландского «Херенвена». Занимался два сезона в молодёжном составе клуба. Сезон 2015/2016 начал во взрослом составе, но дебюта в высшей лиге так и не дождался. 5 мая 2017 года Гартенманн покинул «Херенвен» как свободный агент, вернулся в Данию и трёхлетний подписал контракт с «Сённерйюск». В датской Суперлиге дебютировал 7 августа 2017 года в матче против «Орхуса».

## Карьера в сборной
Гартенманн был задействован в юниорских сборных Дании разных возрастов. Также выступал за молодёжную сборную.

## Достижения
«Сённерйюск»
- Обладатель Кубка Дании: 2019/20